# Vinzenz Gasser (politik)
Vinzenz Gasser, též Vincenz Gasser (10. dubna 1853 Heiligkreuz – 28. července 1929 Heiligkreuz), byl rakouský politik německé národnosti z Tyrolska, v 2. polovině 19. století poslanec Říšské rady.

## Biografie
Byl synem hostinského. Jeho strýcem byl brixenský arcibiskup Vinzenz Gasser. Studoval národní školu, pak gymnázium a od roku 1873 práva na univerzitě v Innsbrucku. Během studií byl členem studentského spolku Austria. Po dokončení vysoké školy byl na soudní praxi a pak byl notářem, nejprve jako notářský čekatel, později jako notář v Hall in Tirol. Bydlel v rodném Heiligkreuzu, kde se angažoval v komunální politice a působil jako starosta.
Působil i jako poslanec Říšské rady (celostátního parlamentu Předlitavska), kam usedl v doplňovacích volbách roku 1888 za kurii venkovských obcí v Tyrolsku, obvod Imst, Reutte atd. Nastoupil 24. října 1888 místo Josefa Greutera. Mandát obhájil ve volbách roku 1891. Ve volebním období 1885–1891 se uvádí jako Vincenz Gasser, statkář, bytem Hall in Tirol.
Na Říšské radě se po volbách v roce 1885 uvádí jako člen konzervativního Hohenwartova klubu (tzv. Strana práva). Členem tohoto klubu byl i po volbách roku 1891. V listopadu 1895 odešel na Říšské radě z Hohewartova klubu do nové poslanecké frakce Katolické lidové strany.